# Теллурит калия
Теллурит калия — неорганическое соединение,
соль калия и теллуристой кислоты с формулой K2TeO3,
бесцветные кристаллы,
растворяется в воде.

## Физические свойства
Теллурит калия образует бесцветные кристаллы.
Хорошо растворяется в воде.

## Применение
- Используют в качестве суплемента при приготовлении питательных сред для выделения возбудителей дифтерии, холеры и других бактерий.